# Dionysios Fotinos
Dionysios Fotinos (griechisch Διονυσίου Φωτεινός, rumänisch Dionisie Fotino; * 1769 in Patras, Peloponnes; † 10. Oktober 1821 in Bukarest; griechische Synonyme: Διονύσιος Βατάχος Dionysios Vatachos, Διονύσιος ἢ Διονυσάκης Μωραΐτης Dionysios i Dionysakis Moraïtis, κὺρ Διονύσιος – Διονυσάκης Μωραΐτης kyr Dionysios – Dionysakis Moraïtis, Διονύσιος τῶν Παλαιῶν Πατρῶν Dionysios ton Paleon Patron, Διονύσιος τοῦ Πελοποννησίου Dionysios tou Peloponnisiou, Πελοποννησίου Peloponnisiou, Διονύσιος Σερδάριος Dionysios Serdarios) war ein griechischer Autor, Historiker, Musikpädagoge, Komponist liturgischer Musik, Maler und osmanischer Beamter, der in der Walachei wirkte. Er verfasste als Autor historiographische, literarische und musikalische Werke und hatte unter osmanischer Herrschaft auch politische und administrative Funktionen inne (Diwan, Nomarch, großer Sardar). Neben historiographischen Werken wie der Allgemeinen Geschichte des alten Dakien, des heutigen Siebenbürgens, der Walachei und der Moldau ist Fotinos für sein musikalisches Œuvre bekannt, das die wichtigsten liturgischen Hymnen der rumänisch-orthodoxen Kirche umfasst.

## Leben und Wirken
Fotinos entstammt der Phanariotenfamilie Fotinos. Er wurde in die Theorie der byzantinischen Musik von seinem Vater Athanasios eingeführt, der Leibarzt von Sultan Abdülhamid I., Kantor der Hagia Sophia und Lehrer an der Großen Schule der Nation (Μεγάλη του Γένους Σχολή) in Konstantinopel war. 1797 besuchte Fotinos Musikkurse bei Iakovos Protopsaltes und Petros Byzantios in der Fürstlichen Akademie von Bukarest. Dort erhielt er seine musikalische Ausbildung in Klavier, Perkussion und Violine und studierte ein umfangreiches Repertoire an orientalischer und europäischer klassischer Musik. 1797–1809 lehrte er byzantinische Musik im Kloster Căldăruşani, nahe Bukarest. 1809–1816 folgten weitere musikpädagogische Tätigkeiten in Bukarest. Zu seinen Schülern gehörte unter anderen der rumänische Dichter und Komponist Anton Pann. Fotinos gewann Ansehen und Einfluss in der Bukarester Gesellschaft und trat als Vatahos (Präfekt, Inspektor) unter dem Gouverneur Dimitris Ghikas in das Phanariotengericht ein. Zu dieser Zeit wirkte er in Ghikas’ Haus als Lehrer von dessen Kindern. Mit der Zeit übernahm er angesehene Ämter und war 1812 Ispravnik (Präfekt) in Ialomița, Walachei. Der Herrscher der Walachei, Fürst Ioannis Georgios Karatzas, befürchtete, dass Fotinos schlecht über ihn in der Istoria Daciei schreiben könnte, und verlieh ihm daraufhin 1818 den Titel großer Serdar, im Rang eines Anführers der Kavallerie.
Fotinos unterstützte in der in Wien erschienenen Geschichte des alten Dakien, des heutigen Siebenbürgens, der Walachei und der Moldau (Istoria generală a Daciei; Ιστορία της πάλαι Δακίας, τα της Τρανσιλβανίας, Βλαχίας, και Μολδαυίας. Εκ διαφόρων παλαιών και νεωτέρωνσυγγραφέων) die Theorie der Romanisierung der Daker und schrieb, dass „die Römer und die Daker, die sich miteinander vermischten, ein gemischtes und eigenartiges Volk bildeten“ („corcindu-se între sine romanii și dacii au format un popor amestecat și deosebit.”). 1818 veröffentlichte er den Noul Erotocrit, eine Paraphrase eines langen romantischen Gedichts Erotokritos des kretischen Dichters Vitsentzos Kornaros. 1820 heiratete Fotinos „ein ungezogenes und ausschweifendes Mädchen“, wie sie von seinem Neffen Elias charakterisiert wurde, die ihm angeblich „heimlich Gift zu trinken“ gab. Dionysios Fotinos starb ein Jahr und vier Monate nach seiner Hochzeit am 10. Oktober 1821. Er wurde mit einem langen Trauerzug zur Kirche Biserica cu Sfinți in Bukarest begraben. Posthum wurde sein Werk Anastasimatarion, das er 1809 geschrieben hatte, in Karyes veröffentlicht.

## Werke

### Historiographische und literarische Werke

#### Allgemeine Geschichte des alten Dakien, des heutigen Siebenbürgens, der Walachei und der Moldau
1818 veröffentlichte Fotinos die dreibändige Geschichte des alten Dakien, des heutigen Siebenbürgens, der Walachei und der Moldau, welche in Wien als Übersetzung in rumänischer und in einer slawischen Sprache erschien. Der erste Band enthält die Geschichte und Herkunft der Daker vor Christus bis Trajan, die Geschichte Dakiens vom Jahr 106 n. Chr. bis zum Jahr 285 und der Vertreibung der römischen Kolonisten über die Donau nach Moesia unter Kaiser Mark Aurel sowie die Zeit bis zur Gründung der Fürstentümer unter Radu Negru und Dragoș und des rumänisch-bulgarischen Reiches. Der zweite Band beschreibt Epochen der Walachei von 1241 bis 1812, d. h. zwischen den Herrschaften Radu Negrus und Ioannis Georgios Karatzas’. Der dritte Band umfasst die Geschichte Moldawiens bis 1812, d. h. bis zur Herrschaft von Scarlat Callimachi. Zudem finden sich hier Abhandlungen zur Geografie und politischen Ordnung der Walachei und Moldaus.
Der Übersetzer erwähnt, dass Fotinos in einem korrupten und populären Griechisch der Phanarioten schrieb.

#### Neuer Erotokritos
Der Noul Erotocrit (Neuer Erotokritos) wurde erstmals 1818 in Wien in zwei Bänden veröffentlicht. Anton Pann übersetzte gemeinsam mit Ilias Tudorache das Werk seines Lehrers aus dem Griechischen ins Rumänische und gab 1837 eine weitere Ausgabe in Bukarest heraus. Der Noul Erotocrit ist eine erweiterte Paraphrasierung des Gedichtes Erotokritos von Vitsentzos Kornaros. Ursprünglich in einem Dialekt verfasst, der im östlichen Teil der Insel Kreta gesprochen wird, passte Fotinos ihn an die neugriechische Literatursprache an. Fotinos änderte zudem populäre Personennamen in klassische Namen und vergleicht Vitsentzos Kornaros mit Helden wie Achilles, Odysseus, Perseus.

### Liturgische Werke
Fotinos veröffentlichte zwei liturgische Werke, den Anastasimatarion (Auferstehungshymnos) und Doxastarion. Die von Fotinos verwendete Musiknotation ist eine des Übergangs zur christlichen Notation, und der Stil seiner musikalischen Kreationen ist dem Stil der konstantinopolitanischen Komponisten des 18. Jahrhunderts nahe. Viele seiner musikalischen Werke wurden von seinen Schülern und Freunden wie Anton Pann, Grigorie Protopsaltu, Iosif Naniescu und Macarie Ieromonahul in der „neuen Methode“ der byzantinischen Notation (Neume) wiedergegeben und auf Griechisch und Rumänisch veröffentlicht. Die Manuskripte von Fotinos werden heute in der Bibliothek des rumänischen Patriarchats und in der Bibliothek der rumänischen Akademie aufbewahrt.

### Ausgaben
- Dionisie Fotino: Istoria Daciei. Valahia, Targoviște 2008, ISBN 978-973-88815-4-9.

### Sekundärliteratur
- Nicolae Gheorghiță: Dionisie Fotino: Noul Anastasimatar. Bukarest 2013, ISBN 978-6-06659030-3 (rumänisch).
- Ioannis Liakos, Sevi Mazera: Dionysios Foteinos: a Greek melourgos in Romania. Nektarios Vlachos: a Romanian melourgos on Mount Athos.Their enchanted Doxologies. In: Artes. Revistă de muzicologie. Nr. 14. Editura Artes, Iași 2014 (englisch).